# 미수 허목 묘역
미수 허목 묘역(眉叟 許穆 墓域)은 대한민국 경기도 연천군 왕징면 강서리에 있는, 조선시대 중기의 대학자이자 서예가인 허목의 무덤이다. 2002년 9월 16일 경기도의 기념물 제184호로 지정되었다.

## 개요
미수허목묘역은 민통선 내에 있는데 묘역은 안월천을 건너는 강서 5교를 지나 북쪽으로 300m 정도 직진하면 좌측의 능선 해발 100m에 위치한다. 선조인 허자의 묘와 약 100m의 거리를 두고 있다. 미수허목묘는 동남향한 나지막한 구릉 상에 6기의 묘 가운데 제일 아래에 위치하고 있으며 바로 위에는 부인 전주이씨의 묘가 있다.
허목(許穆)은 조선 중기의 대학자이자 서예가이다. 허목의 자는 문보(文父), 화보(和甫)이며, 호는 미수, 본관은 양천이다. 1595년 연천현감 허교의 아들로 출생하여 1615년(광해군 7년) 정언웅에게서 글을 배우고, 1617년 부(父)가 거창현감에 임명되자 부친을 따라가서 문위(文緯)를 찾아가 스승으로 섬겼다. 1624년(인조2년) 광주의 우천에 살면서 독서와 글씨에 전념하여 그의 독특한 고전팔분체(古篆八分體)를 완성하였다. 이는 독특한 전서체로 우리나라 서예사에 있어 혁명적인 업적으로 평가되며 후기 추사체에도 적지 않은 영향을 끼친 것으로 여겨진다.
1657년 정계생활을 시작, 1674년(현종 15년) 서인이 실각하고 남인이 집권하자 이조판서를 거쳐 우의정에 승진되어 과거를 거치지 않고 삼공에 올랐다. 1678년 판중추부사에 임명되었으나 곧 사직하고 고향인 연천으로 돌아와 저서와 후진양성에 전념하였다.
남명 조식의 제자인 정구를 스승으로 삼아 제자백가와 경서의 연구에 전심, 특히 예학과 고학에 일가견을 이루었으며 그림, 글씨, 문장에 모두 능하였다. 효종 사후 당대의 유명한 유학자 송시열과의 예송논쟁으로 유명하며, 사후에 문정이란 시호를 받았다.

## 같이 보기
- 허목

## 참고 문헌
- 미수허목묘역 - 국가유산청 국가유산포털